# Championnat de la Martinique de football 2000-2001
Navigation
Saison précédente Saison suivante
La saison 2000-2001 du Championnat de la Martinique de football est la quatre-vingt-deuxième édition de la première division en Martinique, nommée Division d'Honneur. Les quatorze formations de l'élite sont réunies au sein d'une poule unique où elles s'affrontent deux fois au cours de la saison. Les quatre derniers du classement sont relégués et remplacés par les quatre meilleurs clubs de Promotion d'Honneur régional à l'issue de la saison.
C'est le Club franciscain, double tenant du titre, qui remporte à nouveau la compétition après avoir terminé en tête du classement final, avec quatorze points d’avance sur le CS Case-Pilote et vingt-sept sur un duo composé du New Club et de Golden Star. Il s’agit du septième titre de champion de Martinique de l'histoire du club, qui réussit même le doublé en s'imposant en finale de la Coupe de la Martinique face au Réveil Sportif de Gros-Morne.
La surprise vient du bas du tableau puisque l'Aiglon du Lamentin, dauphin du Club franciscain la saison dernière, se classe à une décevante onzième place, synonyme de relégation en Promotion d'Honneur régional.

## Qualifications continentales
Le champion de Martinique se qualifie pour la CFU Club Championship 2001.

## Les clubs participants
- Club franciscain
- Club sportif Case-Pilote
- New Club - Promu de Promotion d'Honneur régional
- Golden Star de Fort-de-France
- Samaritaine FC - Promu de Promotion d'Honneur régional
- Racing Club de Rivière-Pilote
- RC Saint-Joseph - Promu de Promotion d'Honneur régional
- RC Lorrain
- Assaut de Saint-Pierre
- Union sportive du Robert
- Aiglon du Lamentin
- US Marinoise
- Santana FC
- RC Arlésien

## Compétition
Le barème de points servant à établir le classement se décompose ainsi :
- Victoire : 4 points
- Match nul : 2 points
- Défaite : 1 point

### Classement
| Rang | Équipe                        | Pts | J  | G  | N  | P  | Bp | Bc | Diff |
| ---- | ----------------------------- | --- | -- | -- | -- | -- | -- | -- | ---- |
| 1    | Club franciscain'T'C          | 92  | 26 | 21 | 3  | 2  | 60 | 24 | +36  |
| 2    | Club sportif Case-Pilote      | 78  | 26 | 15 | 7  | 4  | 49 | 28 | +21  |
| 3    | New ClubP                     | 65  | 26 | 11 | 6  | 9  | 40 | 29 | +11  |
| 4    | Golden Star de Fort-de-France | 65  | 26 | 11 | 6  | 9  | 45 | 41 | +4   |
| 5    | Samaritaine FCP               | 64  | 26 | 9  | 11 | 6  | 34 | 30 | +4   |
| 6    | Racing Club de Rivière-Pilote | 63  | 26 | 10 | 7  | 9  | 33 | 35 | -2   |
| 7    | RC Saint-JosephP              | 60  | 26 | 7  | 13 | 6  | 25 | 25 | 0    |
| 8    | RC Lorrain                    | 59  | 26 | 8  | 9  | 9  | 45 | 41 | +4   |
| 9    | Assaut de Saint-Pierre        | 59  | 26 | 7  | 12 | 7  | 30 | 26 | +4   |
| 10   | Union sportive du Robert      | 59  | 26 | 9  | 6  | 11 | 26 | 30 | -4   |
| 11   | Aiglon du Lamentin            | 57  | 26 | 8  | 7  | 11 | 36 | 47 | -11  |
| 12   | US Marinoise                  | 49  | 26 | 5  | 8  | 13 | 41 | 54 | -13  |
| 13   | Santana FC                    | 47  | 26 | 4  | 9  | 13 | 20 | 35 | -15  |
| 14   | RC Arlésien                   | 40  | 26 | 4  | 2  | 20 | 28 | 63 | -35  |

|  | Qualification pour la CFU Club Championship 2001                                                         |
|  | Relégation en deuxième division                                                                          |
|  | T : Tenant du titre C : Vainqueur de la Coupe de la Martinique P : Promu de Promotion d'Honneur régional |

## Bilan de la saison
| Championnat de la Martinique de football 2000-2001 |                             |
| Champion                                           | Club franciscain (7e titre) |
| Coupes et trophées                                 |                             |
| Vainqueur de la Coupe de la Martinique 2000-2001   | Club franciscain            |
| Qualifications continentales                       |                             |
| CFU Club Championship 2001                         | Club franciscain            |
| Promotions et relégations                          |                             |
| Promus en Division d'Honneur                       | Emulation Schoelcher        |
| Promus en Division d'Honneur                       | Club Peléen                 |
| Promus en Division d'Honneur                       | US Ducos Durivage           |
| Promus en Division d'Honneur                       | Stade Spiritain             |
| Relégués en Promotion d'Honneur régional           | Aiglon du Lamentin          |
| Relégués en Promotion d'Honneur régional           | US Marinoise                |
| Relégués en Promotion d'Honneur régional           | Santana FC                  |
| Relégués en Promotion d'Honneur régional           | RC Arlésien                 |